# Stromovka

Stromovka, Prag

Die Stromovka (deutsch Baumgarten), offiziell Královská obora (Königliches Wildgehege) ist eine 95 ha großer Parkanlage in der tschechischen Hauptstadt Prag. Der Landschaftspark liegt im Stadtteil Bubeneč, am linken Moldauufer südlich der Kaiserinsel. Das Gelände diente ab dem 13. Jahrhundert als herrschaftliches Jagdgebiet, welches 1804 zu einem öffentlichen Park umgestaltet wurde. Mit ihren Teichen, Wiesen und Waldflächen ist die Stromovka heute ein städtischer Naherholungsraum, der als Natur- und Kulturdenkmal unter Schutz steht.

## Geschichte

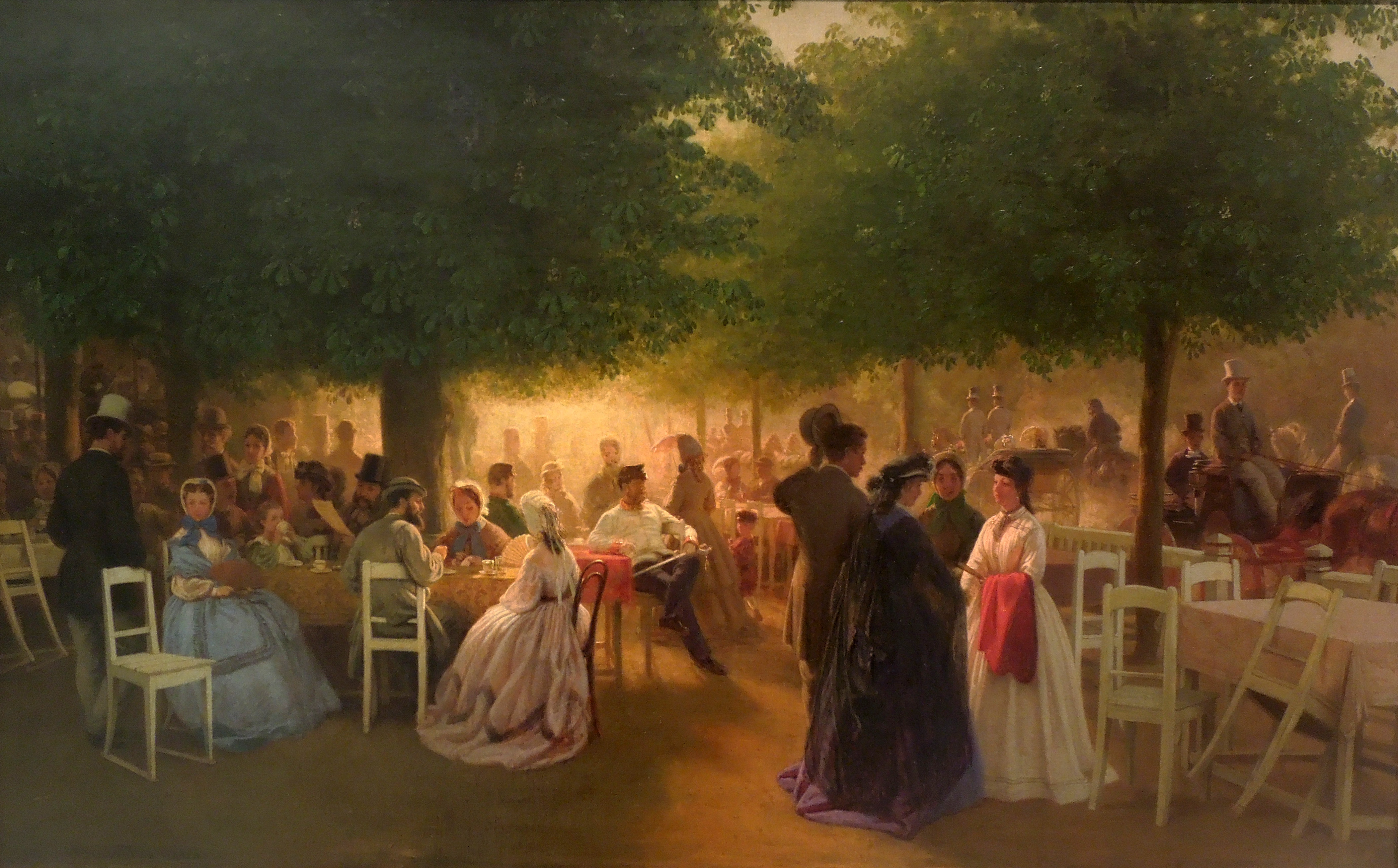
Donnerstag in der Stromovka
Viktor Barvitius 1865

Im Jahr 1266 ließ König Ottokar II. Přemysl ein Jagdgehege einzäunen. König Vladislav II. erbaute ein Jagdschloss, das unter der Verwaltung des obersten Burggrafen stand.
Unter König Ferdinand I. wurde das Areal 1536–1548 erweitert, ein Teich angelegt und ein direkter Weg zur Prager Burg errichtet. Den östlichen Teil mit dem Lustschloss und dem Wildgehege trennte eine Mauer von der westlichen Fasanerie mit Forsthaus. Kaiser Rudolf II. ließ den Teich vergrößern und eine Insel aufschütten, die heute als mit mächtigen Eichen bewachsener Hügel erhalten ist. Für die Zufuhr von ausreichend Frischwasser aus der Moldau wurde 1584–1586 unter Aufsicht des kaiserlichen Oberbergmeisters Lazarus Ercker ein über einen Kilometer langer Stollen unter der Letná-Höhe angelegt. Der Rudolfstollen ist heute noch erhalten.
Für die Öffentlichkeit war das Gehege nur zu gewissen Festtagen geöffnet, traditionell am Tag des Hl. Gotthard am 5. Mai, sowie ab dem 18. Jahrhundert auch an den Ostertagen. 1804 ließ Statthalter Johann Rudolph Chotek die Stromovka als öffentlichen Park zugänglich machen.
Im Verlauf des 19. Jahrhunderts wurde der Park landschaftsgärtnerisch gestaltet, die Teiche in ihrer heutigen Form wurden angelegt und nicht-heimische Gehölze gepflanzt.
Anlässlich der Jubiläumsausstellung 1891 wurde östlich des Parks das Prager Ausstellungsgelände errichtet.
Die Stromovka war teilweise von den Hochwassern 2002 und 2013 betroffen.

## Gebäude

### Lustschloss des Statthalters

Lustschloss

Das Lustschloss des obersten Burggrafen, ab 1848 Statthalter genannt, wurde unter König Vladislav II. im Stil der Spätgotik erbaut (1495–1502). Von 1580 bis 1594 erfolgte der Umbau im Renaissancestil, sowie im 19. Jahrhundert eine neugotische Umgestaltung durch Antonio Palliardi nach Plänen von Jiří Fischer.

### Šlechtovka

Šlechtovka

Das barocke Salongebäude wurde Ende des 17. Jahrhunderts erbaut. Die Deckenfresken im Saal stammen von Johann Jakob Steinfels Ab den 1820er Jahren fungierte das Gebäude als Gastwirtschaft. Seinen heutigen Namen Šlechtova restaurace (Šlechtovka) hat es von Václav Šlechta, dem letzten Betreiber bis zum Beginn des Zweiten Weltkriegs.
Das von den Kommunisten verstaatlichte Restaurant musste in den 1960er Jahren aufgrund des desolaten Zustands schließen. Von 2017 bis 2021 wurde das Barockbauwerk aufwändig restauriert.

### Planetarium
An der Grenze zum Ausstellungsgelände hin befindet sich das Planetarium Prag.

## Anlage

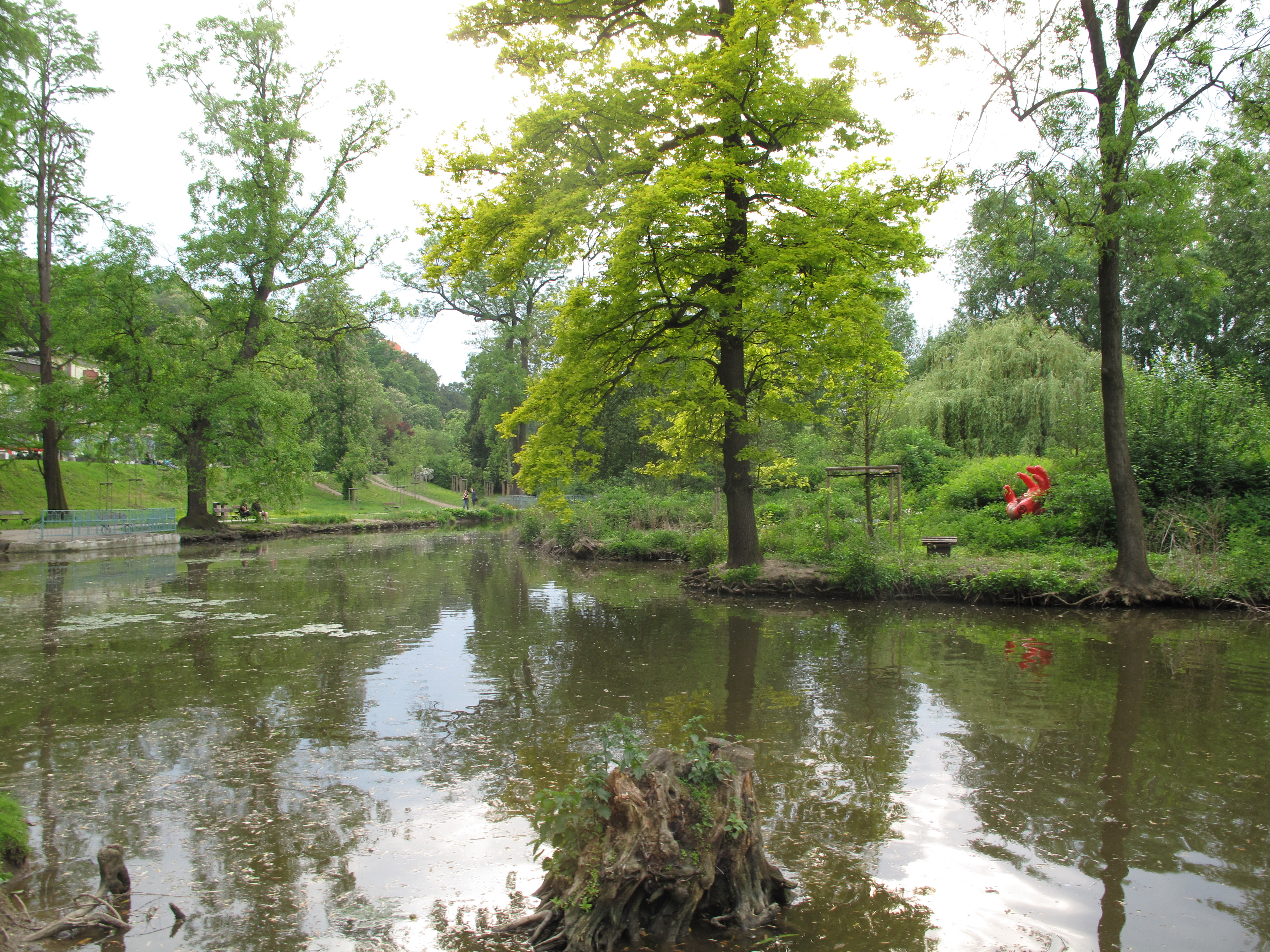
Teichlandschaft

Die Parkanlage gliedert sich in Waldflächen und offene Wiesen. Im zentralen Bereich befinden sich Teiche mit einer Gesamtfläche von 5 ha. Eine kleine Insel ist über ein Floß zugänglich. Im Park befinden sich mehrere Spielplätze sowie Gastronomie.
Die Stromovka ist seit 1988 als Naturdenkmal geschützt und als Biotop- und Artenschutzgebiet (IUCN-Kategorie IV) klassifiziert. Es wachsen hier rund 450 Baumsorten, darunter einer Reihe von exotischen Gehölzen. Wildtierarten wie seltene Amphibien oder Fledermäuse finden im naturnahen Park einen Lebensraum.